# Kwiatoń
Kwiatoń ist eine Ortschaft mit einem Schulzenamt der Landgemeinde Uście Gorlickie im Powiat Gorlicki der Woiwodschaft Kleinpolen in Polen.

## Geographie
Der Ort liegt am Fluss Zdynia in den Niederen Beskiden im sogenannten Lemkenland.

## Geschichte
Der Ort wurde im Jahre 1423 erstmals urkundlich erwähnt, und dann im Jahre 1480 (Quathon) und 1528, als er das Walachische Recht erhielt, aber nicht im Steuerregister des Jahres 1581. Er gehörte zur Adelsfamilie Gładysz. Im Jahre 1621 gab es dort nur 2 Bauernhöfe.
Bei der Ersten Teilung Polens kam Kwiatoń 1772 zum neuen Königreich Galizien und Lodomerien des habsburgischen Kaiserreichs (ab 1804).
Im Jahre 1785 hatte das Dorf etwa 220 Einwohner. Im Jahre 1900 hatte die Gemeinde Kwiatoń 46 Häuser mit 235 Einwohnern, davon alle ruthenischsprachig, 228 griechisch-katholische, 7 Juden.
1918, nach dem Ende des Ersten Weltkriegs und dem Zusammenbruch der k.u.k. Monarchie, kam Kwiatoń zu Polen. In den Jahren 1932 bis 1933 änderten 33 von 40 Familien ihre Konfession auf orthodox und bildeten eine eigene Kirche, danach gab es keine Konflikte zwischen griechisch-katholischen und orthodoxen Einwohnern.
Im Zweiten Weltkrieg gehörte der Ort zum Generalgouvernement. Im Jahre 1945 fuhren ein Dutzend Familien freiwillig in den Osten. Zwischen 11. und 15. Juni 1947 wurden viele Lemken im Rahmen der Aktion Weichsel vertrieben, es blieben nur zwei Familien.
Von 1975 bis 1998 gehörte Kwiatoń zur Woiwodschaft Nowy Sącz.

## Sehenswürdigkeiten
- Ehemalige griechisch-katholische Kirche (Cerkiew św. Paraskewy), erbaut im 17. Jahrhundert, nach der Aktion Weichsel römisch-katholisch, ab 2013 in die Liste des UNESCO-Welterbes aufgenommen, siehe die Holzkirchen der Karpatenregion in Polen und der Ukraine
- Orthodoxe Kirche, erbaut 1933, nach der Aktion Weichsel ein Lagerhaus, renoviert 1988, ab der Wiedereinweihung im Jahre 1989 wieder orthodox.

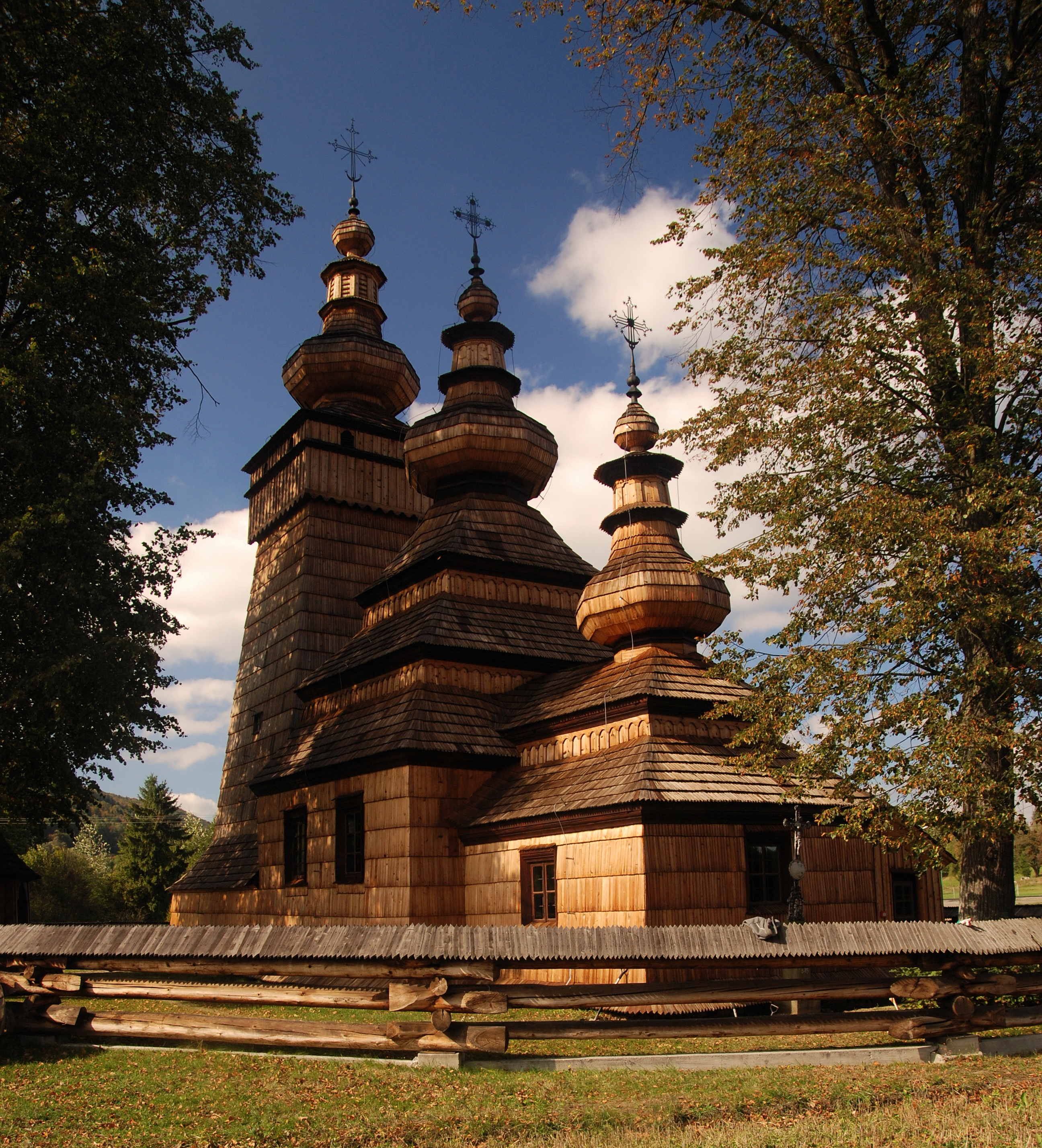
Ehem. griechisch-katholische Kirche
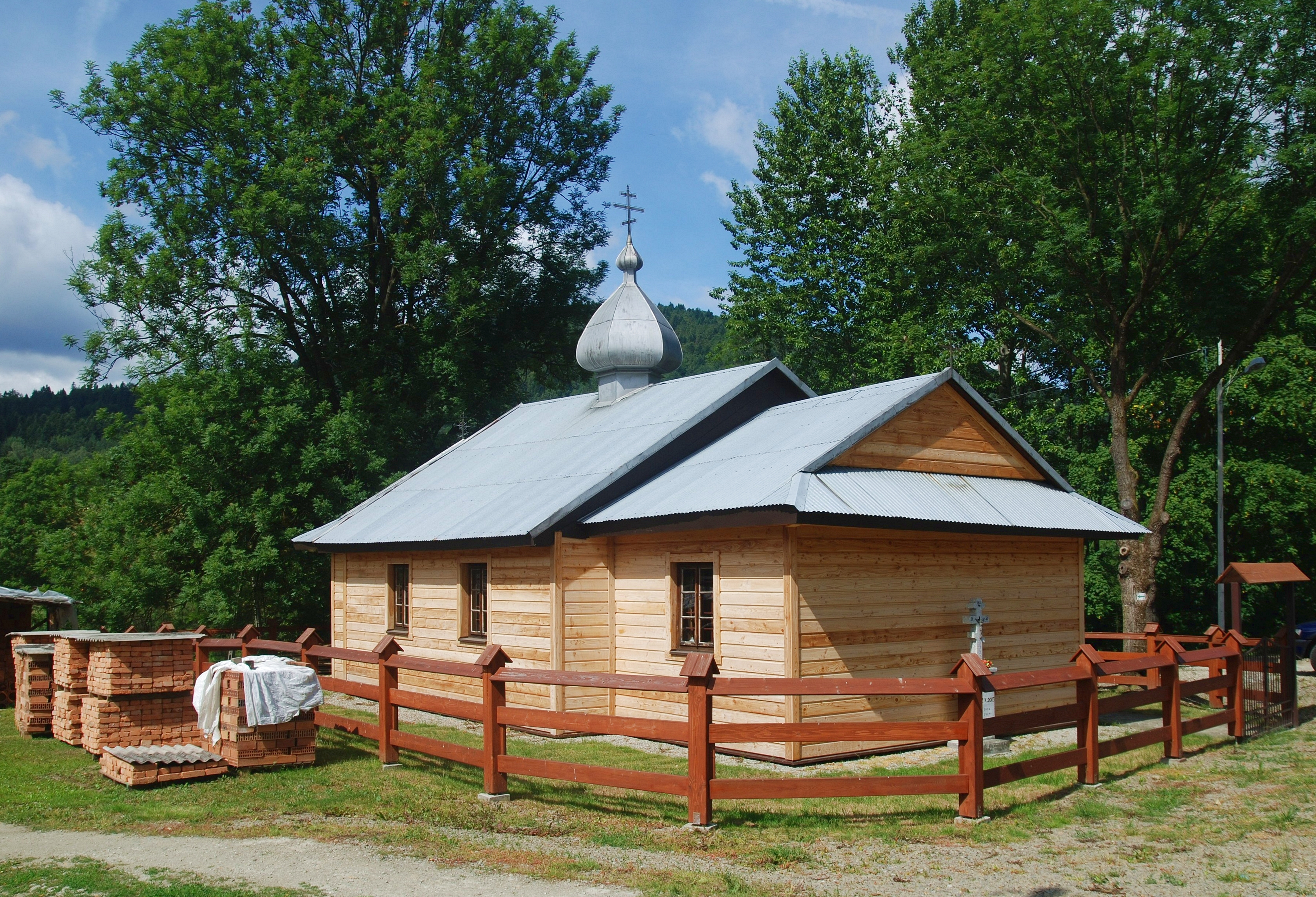
Orthodoxe Kirche